# کاترین آسارو
کاترین آسارو (انگلیسی: Catherine Asaro؛ زادهٔ ۶ نوامبر ۱۹۵۵) نویسنده، فیزیکدان و رقاص آمریکایی است که بیشتر به خاطر آثارش در ژانر علمی-تخیلی و فانتزی شناخته می‌شود. او نویسندهٔ مجموعهٔ معروف Saga of the Skolian Empire است که ترکیبی از علم، سیاست و درام خانوادگی را در دنیایی بین کهکشانی به تصویر می‌کشد.
وی همچنین برندهٔ جوایزی همچون جایزه نبیولا برای بهترین رمان و جایزه نبیولا برای بهترین رمان نیمه کوتاه شده است.

## زندگی و تحصیلات
کاترین آسارو در اوکلند، کالیفرنیا متولد شد. او دارای مدرک دکتری در فیزیک نظری از دانشگاه هاروارد است و همچنین تحصیلاتی در زمینه ریاضیات و شیمی داشته است. تخصص علمی او در مکانیک کوانتومی و نسبیت به او کمک کرده است تا مفاهیم علمی دقیق را در داستان‌های خود به کار ببرد.

## فعالیت نویسندگی
اولین رمان او، Primary Inversion، در سال ۱۹۹۵ منتشر شد و مقدمه‌ای بر Saga of the Skolian Empire بود. این مجموعه، که شامل بیش از ۱۰ کتاب است، درگیری‌های میان دو امپراتوری کهکشانی را روایت می‌کند. آثار او به خاطر ترکیب علم پیشرفته، روابط پیچیدهٔ انسانی و شخصیت‌های قوی مورد تحسین قرار گرفته‌اند.
او همچنین داستان‌های کوتاه و رمان‌های مستقلی در ژانر فانتزی و علمی-تخیلی نوشته است. رمان The Quantum Rose از او برندهٔ جایزهٔ نبیولا شد که از مهم‌ترین جوایز علمی-تخیلی محسوب می‌شود.

## فعالیت‌های دیگر
علاوه بر نویسندگی، آسارو یک رقاص حرفه‌ای است و در سبک‌های مختلفی از جمله رقص باله و لاتین آموزش دیده است. او همچنین در کنفرانس‌های علمی و ادبی حضور دارد و دربارهٔ ترکیب علم و ادبیات سخنرانی می‌کند.

## تأثیر و میراث
کاترین آسارو یکی از نویسندگان برجستهٔ علمی-تخیلی مدرن است که با ترکیب دانش عمیق علمی و داستان‌های احساسی، مخاطبان بسیاری را جذب کرده است. او همچنان به نوشتن و تدریس دربارهٔ علم و داستان‌نویسی ادامه می‌دهد و تأثیر بسزایی در ادبیات علمی-تخیلی معاصر داشته است.